# Savelievaïta
La savelievaïta és un mineral de la classe dels borats que pertany al grup de la ludwigita. Rep el nom en honor de la petròloga i geòloga russa Galina Nikolaevna Savelieva (nascuda el 1936) qui va treballar a l'Institut Geològic de l'Acadèmia Russa de Ciències de Moscou.

## Característiques
La savelievaïta és un borat de fórmula química Mg₂Cr3+O₂(BO₃). Va ser aprovada com a espècie vàlida per l'Associació Mineralògica Internacional l'any 2021, i publicada l'any 2024. Cristal·litza en el sistema ortoròmbic.
L'exemplar que va servir per a determinar l'espècie, el que es coneix com a material tipus, es troba conservat a les col·leccions del Museu Mineralògic Fersmann, de l'Acadèmia de Ciències de Rússia, a Moscou (Rússia), amb el número de registre: 5720/1.

## Formació i jaciments
Va ser descoberta al riu Malaya Kharamatalou, al seu pas pel districte de Shuryshkarskiy, a Iamàlia (Rússia). Aquest indret és l'únic a tot el planeta on ha estat descrita aquesta espècie mineral.